# 成吉思汗行動
成吉思汗行動，是1971年12月3日巴基斯坦空軍對印度空軍基地和雷達裝置進行先發製人打擊的代號，標誌著正式啟動1971年印巴戰爭(當時正值孟加拉國解放戰爭)。該行動針對的是印度的11個機場，還包括對印度查謨-克什米爾陣地的砲擊。
由於預期巴基斯坦空軍的攻擊，印度已事先把戰機轉移至加固掩體，空襲失敗，僅造成一些損壞。雖然巴基斯坦從未承認有此行動。
當天晚上，印度總理英迪拉·甘地在廣播中向全國發表講話，宣布巴基斯坦對印度發動戰爭，印度空軍在當晚進行了首次空襲，並進行了大規模的報復行動。第二天早上空襲。第二天兩國發表的聲明證實了“兩國之間存在戰爭狀態”，儘管兩國政府都未正式發布戰爭宣言。

### 註腳
"India and Pakistan: Over the Edge". TIMES magazine. 1971-12-13. Retrieved 2008-07-04